# Pascal Copeau
Pascal Copeau, né le 23 octobre 1908 à Paris et mort le 8 novembre 1982 à Pouilly-en-Auxois (Côte-d'Or), est un résistant, journaliste et homme politique français.

## Biographie
Fils du metteur en scène Jacques Copeau, Pascal fréquente le milieu littéraire et intellectuel dès sa jeunesse. Il suit de brillantes études qui passent par le Lycée Louis-le-Grand et l'école libre des sciences politiques.
Entré au Petit Journal au début des années 1930, il est ensuite correspondant à Berlin des Nouvelles Littéraires juste après l'arrivée d'Hitler au pouvoir, puis devient en 1936 rédacteur en chef du journal VU.
En août 1939, mobilisé, il est affecté à la radiodiffusion française.
Arrêté en Espagne en mai 1941, alors qu'il tente de rejoindre le Portugal et, de là, l'Angleterre, il est interné au camp de Miranda, puis extradé en France en octobre, et condamné à un mois de prison.
Une fois libéré, il travaille à la rédaction de Paris-Soir où il retrouve Louis Martin-Chauffier, qui le remet en contact avec Emmanuel d'Astier de La Vigerie, que Copeau avait connu avant guerre.
Homme de confiance du chef de Libération-Sud, Copeau devient membre du comité directeur de cette organisation fin 1942, puis membre du comité directeur des mouvements unis de la Résistance l'année suivante.
A l'été 1943, il prend la direction de Libération-Sud, à la demande d'Astier, parti pour Londres. Il entre au bureau permanent du Conseil national de la Résistance en septembre 1944, et à la direction du Mouvement de libération nationale.
Membre de l'assemblée consultative provisoire en novembre 1944, il est élu député de Haute-Saône en octobre 1945, comme candidat de l'Union républicaine et résistante, et avec le soutien du PCF. Il siège d'ailleurs comme apparenté au groupe communiste.
Réélu en juin 1946, il décide de ne pas se représenter lors des élections de novembre. Cette décision étonnante s'explique sans doute par sa peur de voir son homosexualité dévoilée.
Il reprend alors un emploi de journaliste à la radiodiffusion française, avant d'être licencié en décembre 1950 pour avoir notamment assimilé Franco à Hitler.
Il travaille ensuite à Radio-Maroc pendant une dizaine d'années, puis devient directeur régional de l'ORTF, puis de FR3 à Dijon. Chargé de mission pour le développement des programmes régionaux de cette chaine de 1970 à 1975, puis responsable de production à l'antenne régionale de Lyon.
En 1974, il appelle à voter au premier tour de la présidentielle pour Jacques Chaban-Delmas, puis pour François Mitterrand au second. Il soutient le candidat socialiste dès le premier tour en 1981.
Dépressif, isolé, il vit alors souvent chez sa sœur, Marie-Hélène Dasté.
Il meurt à 74 ans, d'une crise cardiaque, au volant de sa voiture.

## Source
- Pascal Copeau, site de l'Assemblée nationale.